# Java Jim in Square Shaped Trouble
Java Jim in Square Shaped Trouble (traducibile "Giava Jim nei guai quadrati"), presentato anche come Java Jim, è un videogioco pubblicato nel 1984 per Commodore 64 e successivamente per Atari 8-bit dalla Creative Sparks, etichetta del gruppo britannico Thorn EMI. Ha per protagonista il personaggio di Java Jim, mostrato come un archeologo sulle copertine ma come una strana creaturina nel gioco, che ha fatto adirare il Dio del vulcano e deve fuggire da un'isola tropicale rappresentata come una scacchiera.
Secondo Commodore Horizons 12 la versione Commodore sarebbe stata adattata in maniera irriconoscibile da un originale Atari, ma non è chiaro quale sia questo originale.

## Modalità di gioco
Il gioco si svolge principalmente su una scacchiera di 12x6 caselle, dove il giocatore può muovere Java Jim saltando da una casella a un'altra adiacente in orizzontale o verticale. Quando Java Jim passa su una casella di terreno normale e vi sosta per un attimo la scava, a volte rivelando un oggetto sepolto che si può raccogliere. Alcune caselle contengono vegetazione e bisogna passarci una prima volta per eliminare la pianta e una seconda per scavare. Altre contengono buchi neri che fungono da passaggi istantanei tra punti lontani della scacchiera.
Le quattro caselle centrali sono occupate dal vulcano, che erutta continuamente palle di lava approssimativamente verso la casella in cui si trova il protagonista, e se lo colpisce gli fa perdere una vita. La lava inoltre può avere vari effetti a seconda della casella che colpisce: fa ritornare alla normalità eventuali caselle scavate, fa crescere piante sulle caselle normali, fa uscire creature più o meno pericolose dai buchi neri.
Java Jim può effettuare un numero limitato di scavi, terminato il quale il suo passaggio sul terreno non ha più effetto. Per ottenere nuovi scavi deve raggiungere, attraverso uno dei buchi, un'altra schermata dove si possono raccogliere delle ricariche, ma si devono evitare dei serpenti.
L'obiettivo è la raccolta degli oggetti sepolti e varia un po' a seconda della versione. Su Atari viene indicato uno alla volta il prossimo tipo di oggetto da prendere; una volta raccolta tutta la sequenza richiesta, al posto del vulcano appare una scala da prendere per passare al livello successivo con una nuova scacchiera, ma appare anche un'ultima creatura da evitare. Su Commodore gli oggetti si raccolgono in qualsiasi ordine e possono avere degli effetti a seconda del tipo, in particolare raccogliendo una scaletta si attiva la scala di uscita (e l'ultima creatura); tra un livello e l'altro gli oggetti accumulati si possono commerciare per ottenere i pezzi di una nave volante, obiettivo finale del gioco.